# Медовый месяц в Лас-Вегасе
«Медовый месяц в Лас-Вегасе» (англ. Honeymoon in Vegas) — американский фильм 1992 года с Николасом Кейджем и Сарой Джессикой Паркер в главных ролях. Съёмки проводились в казино Лас-Вегаса, а также на Гавайях.

## Сюжет
Джек Сингер (Николас Кейдж) — замечательный парень из Нью-Йорка, зарабатывающий на жизнь частным сыском, который обычно сводится к добыче компромата на неверных супругов. Он давно встречается со своей обворожительной подругой Бетси (Сара Джессика Паркер), которую искренне считает любовью всей своей жизни. Отчего бы не скрепить сей союз узами брака? Но тут зритель узнаёт, что Джек дал весьма странный обет своей матушке, лежащей на смертном одре, — никогда и ни при каких обстоятельствах не жениться! Бэтси, естественно, такое положение вещей не устраивает, и она ставит наболевший вопрос ребром. После некоторых колебаний Джек посылает призрак покойной старушки ко всем чертям и везёт Бэтси в Вегас, чтобы там, наконец, и пожениться.
Но по приезде, вместо того чтобы бежать в ближайшую церковь, Джек идёт играть в покер. Да не с кем-то, а с самим Томми Корманом (Джеймс Каан), криминальным авторитетом и владельцем сети казино. Азартный Джек и глазом не успевает моргнуть, как проигрывает Томми целое состояние. Денег у Джека нет, и Корман предлагает ему очень странную альтернативу — разрешение провести уик-енд наедине с Бэтси на Гавайях. У Томми на неё вполне однозначные планы — ведь она как две капли воды похожа на его покойную супругу Донну…

## В ролях
- Джеймс Каан — Томми Корман
- Николас Кейдж — Джек Сингер
- Сара Джессика Паркер — Бэтси, Донна
- Роберт Костанцо — Сидни
- Энн Бэнкрофт — Биа Сингер
- Питер Бойл — шеф Орман
- Бертон Гиллиам — Рой Бэкон
- Брент Хинкли — Верн